# Kosmatek pospolity
Kosmatek pospolity (Tropinota (Epicometis) hirta) – gatunek chrząszcza z rodziny poświętnikowatych i podrodziny kruszczycowatych. Zamieszkuje Europę, Afrykę Północną oraz zachodnią i środkową część Azji; ponadto zawleczony został do Ameryki Północnej.

## Taksonomia
Gatunek ten opisany został po raz pierwszy w 1761 roku przez Nikolausa Podę von Neuhausa pod nazwą Scarabaeus hirtus. W taksonie Epicometis umieszczony został w 1842 roku przez Hermanna Burmeistera i stanowi jego gatunek typowy.
W obrębie omawianego gatunku wyróżnia się trzy podgatunki:
- Tropinota hirta crispa Petrovitz, 1971
- Tropinota hirta hirta Poda von Neuhaus, 1761
- Tropinota hirta hirtiformis Reitter, 1913

## Morfologia
Chrząszcz o owalnym w zarysie ciele długości od 8 do 11 mm, z wierzchu czarnym, pozbawionym metalicznego połysku, porośniętym długimi sterczącymi włoskami; na pokrywach występują plamki z białego, aksamitnego owłosienia o zmiennej liczbie, rozmiarach i położeniu, czasem zupełnie zanikłe. Głowę pokrywa ziarniste punktowanie. Przedplecze ma lekko pomarszczone punktowanie i pośrodku zaopatrzone jest w gładkie żeberko podłużne. Tarczka cechuje się trójkątnym zarysem. Spłaszczone pokrywy mają dobrze zaznaczone guzy barkowe i po pięć słabo zaznaczonych, punktowanych rzędów. Umiarkowanie wypukłe pygidium pokrywają silne, przechodzące w zmarszczki punkty oraz porastają długie włoski. Oprócz sternitów odwłoka spód ciała obrośnięty jest wełnistym owłosieniem. Odnóża przedniej pary mają trzy zęby na goleniach, a ich stopy są w przypadku samca trochę dłuższe niż w przypadku samicy.

## Ekologia i występowanie
Owad ten zasiedla głównie ciepłe tereny otwarte o bogatym w próchnicę, przepuszczalnym podłożu, w tym murawy kserotermiczne, nasłonecznione zbocza, łąki kwietne, polany, pobrzeża lasów i ogrody. Cykl życiowy jest jednoroczny. Podziemne larwy są ryzofagiczne i żerują na gnijących korzeniach roślin. Przepoczwarczenie ma miejsce w glebie, zwykle w sierpniu, przy czym owad dorosły pozostaje w kokonie poczwarkowym do wiosny następnego roku. Aktywne osobniki dorosłe spotyka się od kwietnia do sierpnia. Żerują na nektarze kwiatów krzewów i roślin zielnych, najchętniej z rodziny astrowatych. Preferują kwiaty o żółtym kolorze. Podczas żerowania pyłek przyczepia się do włosków owada, który zatem przyczynia się do zapylenia kwiatów.

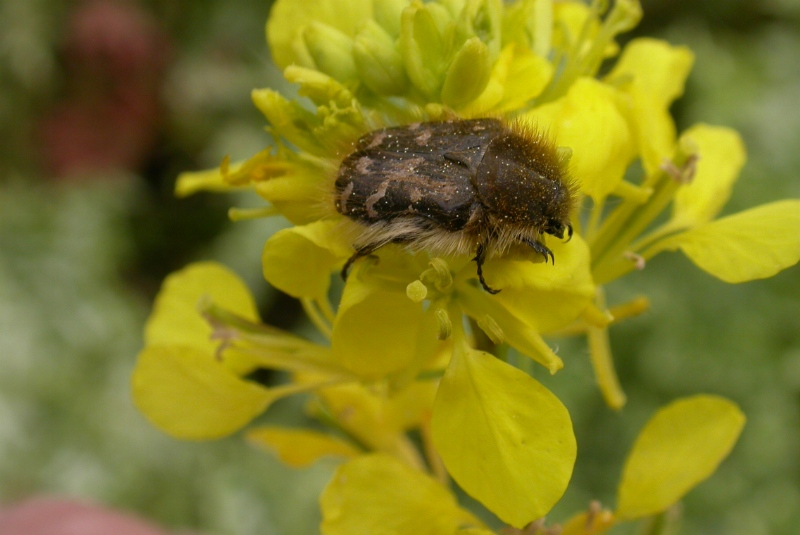
Imago na kwiecie

Gatunek pierwotnie palearktyczny, ale zawleczony także do nearktycznej Ameryki Północnej. Podgatunek nominatywny znany jest z Maroka, Portugalii, Hiszpanii, Andory, Francji, Belgii, Holandii, Luksemburga, Niemiec, Szwajcarii, Liechtensteinu, Austrii, Włoch, Estonii, Łotwy, Litwy, Polski, Czech, Słowacji, Węgier, Białorusi, Ukrainy, Rumunii, Bułgarii, Słowenii, Chorwacji, Bośni i Hercegowiny, Serbii, Czarnogóry, Albanii, Macedonii Północnej, Grecji, europejskiej części Rosji, Kazachstanu i anatolijskiej części Turcji. W Polsce spotykany jest wszędzie oprócz wyższych części gór, lokalnie liczny.
Podgatunek T. h. hirtiformis podawany jest z Gruzji, zachodniosyberyjskiej części Rosji, Kazachstanu, Turkmenistanu i Uzbekistanu. T. h. crispa jest endemitem tureckiego Izmiru.